# ピンポンラッシュ!
『ピンポンラッシュ！』は、南マキによる日本の漫画作品。『別冊花とゆめ』（白泉社）にて2017年4月号から2018年7月号まで連載された。

## あらすじ
豪華な学食食べ放題に憧れてクイズ界の超名門校智慧（よもえ）学園に入学した青島陽。さっそく学食に入ろうとしたところで特進科の五藤にクイズに正解しなければ入れないと止められる。陽の代わりに正解したのは同学年の男子葦原緑だった。緑はかつてクイズで自分を破った少女を探していた。2人は偶然立ち寄ったクイズ同好会の廃部をかけたクイズ対決でペアを組むことになった。

## 登場人物

### 智慧学園

#### クイズ大好き同好会
青島 陽（あおしま ひな）
本作の主人公。智慧学園普通科1年。
大食いであることから豪華な学食食べ放題があるという父親の母校・智慧学園に入学する。本1冊の内容を瞬時に暗記できる並外れた能力があるが、動揺している時や空腹時には無力となる。クイズ未経験と思われていたが実は幼い頃から父親からクイズの手ほどきを受けており、7年前は緑や透を含む他の子供らを全く寄せ付けない強さであったものの、ある出来事のショックで高熱を出して3日間寝込んでからは緑や透と勝負したことやクイズに関することを忘れていた。これらの記憶は祖母の別荘にあった自分の写真を見たことで全て思い出した。
葦原 緑（あしはら りょく）
智慧学園特進科1年。
中学までクイズ無敗の実績を持つ。兄はオーディンのメンバーの透。YQCの誘いを断りクイズ同好会へ入部する。
小島 裕（こじま ゆたか）
智慧学園特進科2年。クイズ大好き同好会部長。
五藤 薫（ごとう かおる）
智慧学園特進科2年。普通科の陽を見下していたがクイズ対決で惨敗。小島に惚れ「YQCに入るまでのつなぎ」として入部。
園田 茉里（そのだ まつり）
智慧学園1年。学科は不明。ビギナー大会ではお揃いのTシャツを用意した。
稲葉 耕司（いなば こうじ）
智慧学園1年。学科は不明。緑が入部するまでは唯一の男子部員だった。3巻のおまけ漫画で彼女は中学の時の家庭教師であることが判明した。

#### YQC（智慧クイズ研究会）
YQCのトップ4人は「オーディン」と呼ばれる。
葦原 透（あしはら ゆき）
智慧学園特進科3年。オーディンのメンバー兼YQC部長。
伊勢谷 景悟（いせや けいご）
智慧学園特進科2年。オーディンのメンバー兼YQC相談役。理事長から学内でクイズ大会を主催した陽への処分を一任され、新たに追加した学則に違反したという理由で陽を自宅謹慎にした。
鷹木 尚（たかぎ なお）
オーディンのメンバー。
村雲 総司（むらくも そうじ）
智慧学園特進科2年。オーディンのメンバー。
桂木 晃（かつらぎ あきら）
智慧学園特進科2年。双子の弟。個人戦では振るわないがペアになると勝率が上がる。
桂木 友梨（かつらぎ ゆり）
智慧学園特進科2年。双子の姉。個人戦では振るわないがペアになると勝率が上がる。

#### その他
伊勢谷
智慧学園の理事長。特進科と普通科の生徒を同列に扱うことを快く思っておらず、景悟を使い陽を自宅謹慎にした。康平は高校時代の後輩であるがクイズの実力では全く及ばなかったようである。

### 天倉女子高校
鷹木 和（たかぎ ちか）
緑と並び「中学クイズ界の女王」と称されていた実力者。兄はオーディンのメンバーの鷹木尚。ビギナー大会の副将戦では早押しクイズの誤答のペナルティが緩いルールを利用してチャージや勘押しを行い陽に経験の差を見せた。

### 陽の家族
青島 由利（あおしま ゆり）
陽の母親。34歳。「青島つばめ」の芸名で活動する演歌歌手。デビュー20年で未だにヒット曲がない。
青島 康平（あおしま こうへい）
陽の父親。40歳。7年前外国に出稼ぎに行ったまま帰ってこないが、時々家に金を入れている。かつてはクイズの王者「クイズ仮面」であったがすぐに引退した。母の反対を押し切り、一切実家の援助を受けないという条件で由利と結婚した。
陽の祖母
別荘にクイズ本を集めた書庫を有しておりクイズ好きとして知られている。由利のことは嫌っていたが孫の中で唯一女だった陽をかわいがっていた。

## 書誌情報
- 南マキ 『ピンポンラッシュ！』 白泉社〈花とゆめコミックス〉、全4巻
  1. 2017年9月20日発売、ISBN 978-4-592-21406-9
  2. 2018年1月19日発売、ISBN 978-4-592-21407-6
  3. 2018年5月18日発売、ISBN 978-4-592-21408-3
  4. 2018年9月20日発売、ISBN 978-4-592-21409-0